# مملكة داهومي
مملكة داهومي هي مملكةً أفريقيةً (تقع داخل منطقة البلاد المُسماة حاليًا بينين) وُجدت منذ عام 1600 وحتى عام 1904، عندما هُزم الملك الأخير بيهانزين على يد الفرنسيين وضُمت البلاد إلى الإمبراطورية الاستعمارية الفرنسية. توسعت مملكة داهومي إلى هضبة آبومي بين شعب الفون في بدايات القرن السابع عشر وأصبحت قوة إقليمية في القرن الثامن عشر من خلال غزو المدن الرئيسية على ساحل المحيط الأطلسي.
خلال معظم القرنين الثامن عشر والتاسع عشر، كانت مملكة داهومي دولة إقليمية رئيسية، أنهت أخيرًا حالة خضوعها لإمبراطورية الأويو. كانت مملكة داهومي قوة إقليمية مهمة تمتلك اقتصادًا محليًا منظمًا بُني على الاحتلال وعمالة العبيد، والتجارة الدولية المعتبرة مع الأوروبيين، والإدارة المركزية، وأنظمة الضرائب، والجيش المُنظم. من الجدير بالملاحظة في المملكة الأعمال الفنية المهمة، ووحدة الجيش المكونة من النساء بشكل كامل التي أسماها المراقبون الأوروبيون أمازونات داهومي، والممارسات الدينية المتقنة للفودو في المهرجان الكبير للعادات السنوية لمملكة داهومي الذي تضمن تضحيات بشرية واسعة النطاق. ساوموا على السجناء، الذين أسروهم خلال الحروب والغارات، وتبادلوهم مع الأوروبيين مقابل سلع مثل السكاكين، والحراب، والأسلحة النارية، والأقمشة، والمشروبات الروحية.

## اسمها
أُشير إلى مملكة داهومي بالعديد من الأسماء المختلفة وكُتبت بطرائق متنوعة، بما فيها دانزومي، ودانهومي، وفون. يرتبط الاسم فون بالمجموعة العرقية واللغوية المُهيمنة من العائلات الملكية للمملكة، وهم شعب الفون، وقد كان هذا الاسم الطريقةَ التي عُرفت المملكة من خلالها في البداية بالنسبة إلى الأوروبيين. تمتلك الأسماء داهومي ودانزومي ودانهومي جميعها قصة أصل مشابهة، والتي يقول المؤرخ إدنا باي إنها قد تكون ذات تأثيل خاطئ.
تقول القصة إن داكودونو، باعتباره الملك الثاني في قائمة الملوك الحديثة، قد مُنح الإذن من قبل قادة غيديفي (الحكام المحليين) بالاستقرار في هضبة أبومي. طلب داكوندو أرضًا إضافية من رئيس بارز يُدعى «دان» (أو «دا»)، وقد رد الرئيس على طلبه هذا بشكل ساخر قائلًا: «هل يجب أن أفتح بطني وأبني لك بيتًا فيه؟»، وبسبب هذه الإهانة، قتل داكودونو دان وبدأ ببناء قصره على الفور. اشتُقّ اسم المملكة من هذه الحادثة: دان= الرئيس دان، زو= بطن، مي= داخل.

## تاريخها
أُسست مملكة داهومي في نحو العام 1600 على أيدي شعب الفون الذين استقروا حديثًا في المنطقة (أو ربما كانوا نتيجة للتزاوج المختلط بين شعب الإيجا والغيديفي المحليين). غالبًا ما يُعد هويغبادجا (1645- 1685 تقريبًا) الملك المؤسس لداهومي، والذي بنى قصور أبومي الملكية وبدأ بمداهمة المدن خارج هضبة أبومي والاستيلاء عليها.

### ملوك داهومي
| الملك        | بداية الحكم | نهاية الحكم |
| ------------ | ----------- | ----------- |
| دو-أكلين     | ≈1600       | 1620        |
| داكودونو     | 1620        | 1645        |
| هويغبادجا    | 1645        | 1680        |
| أكابا        | 1680        | 1708        |
| أغاجا        | 1708        | 1740        |
| تيغبيسو      | 1740        | 1774        |
| بينغلا       | 1774        | 1789        |
| أغونغلو      | 1790        | 1797        |
| أداندوزان    | 1797        | 1818        |
| غويزو (غيزو) | 1818        | 1858        |
| غليلي        | 1858        | 1889        |
| بيهانزين     | 1889        | 1894        |
| أغولي-أغبو   | 1894        | 1900        |

### حكم أغاجا (1708- 1740)
اعتلى الملك أغاجا، وهو حفيد هويغبادجا، العرشَ في عام 1708 وبدأ توسعًا كبيرًا لملكة داهومي. أصبح هذا التوسع ممكنًا بفضل القوة العسكرية المتفوقة لداهومي في عهد الملك أغاجا. على عكس المناطق المجاورة، استخدمت داهومي جيشًا نظاميًا محترفًا يبلغ عدده نحو عشرة آلاف. عوضت داهومي النقص في العدد من خلال الانضباط والأسلحة المتفوقة. في عام 1724، غزا أغاجا ألادا، وهي منشأ العائلة الملكية وفقًا للتقاليد الشفوية، وغزا وايدا في عام 1727. زاد ذلك من حجم المملكة، خاصة على طول الساحل الأطلنطي، وزاد من السلطة التي جعلت داهومي قوة إقليمية. نتج عن ذلك حرب شبه مستمرة مع الدولة الإقليمية الرئيسية، إمبراطورية الأويو، منذ عام 1728 وحتى عام 1740. أدت الحرب مع إمبراطورية أويو إلى اعتبار داهومي خاضعة لإمبراطورية أويو.